# 普雷伯雷德
普雷伯雷德是德国梅克伦堡-前波美拉尼亚州的一个市镇。总面积42.85平方公里，总人口787人，其中男性409人，女性378人（2011年12月31日），人口密度18人/平方公里。